# Robert Eisler

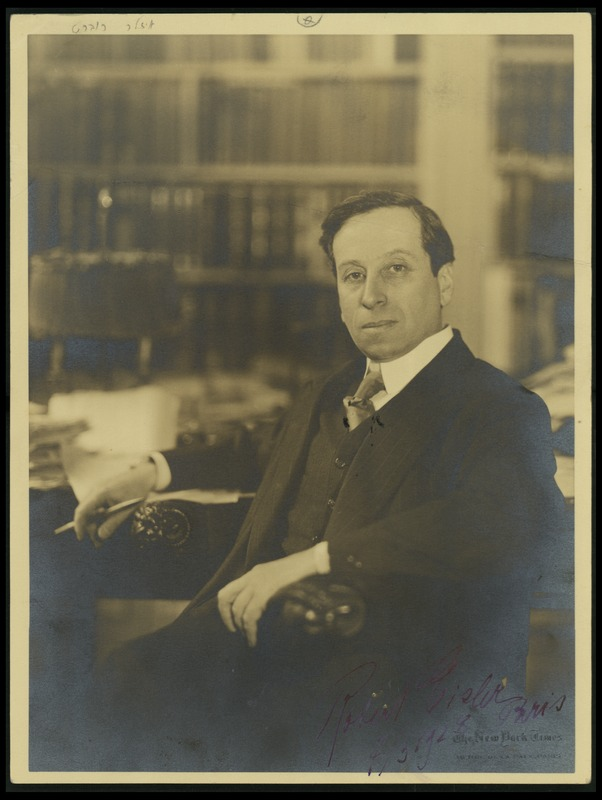
Robert Eisler, undatiertes Foto (Abraham Schwadron Collection, Israelische Nationalbibliothek)

Robert Eisler (* 27. April 1882 in Wien, Österreich-Ungarn; † 17. Dezember 1949 in Oxted, Surrey, England) war ein österreichischer Kulturhistoriker jüdischer Herkunft.

## Leben
Robert Eisler war das älteste Kind von Friedrich (Fritz) Eisler (1856–1905) und Melanie Eisler (1856–1940); sein Vater war ein im böhmischen Kolin geborener Hornfabrikant, seine Mutter entstammte der bekannten und sehr wohlhabenden Wiener Bankiersfamilie Reitzes. Eisler studierte an der Universität in Wien bei Alois Riegl, in Rom und Athen, bereiste zu Studienzwecken den Vorderen Orient und hielt Gastvorlesungen an verschiedenen europäischen Universitäten. 1907 stahl er bei einem Besuch der Erzbischöflichen Palastbibliothek in Udine einen Kodex aus dem 15. Jahrhundert. Anlässlich des darauffolgenden Prozesses charakterisierte ihn Hugo von Hofmannsthal, der als Zeuge geladen war, als „erregbar und nervös, genial, aber pessimistisch“. Eisler bezahlte die Gerichtskosten und durfte den Gerichtssaal als freier Mann verlassen. Im Ersten Weltkrieg war er Offizier in einem österreichischen Infanterieregiment. In den frühen 1920er Jahren schloss er sich der Hamburger Schule für Kunstgeschichte an und befreundete sich mit Gerschom Scholem, den er in diesen Kreis einführte. 1925 wurde er stellvertretender Sekretariatschef des dem Völkerbund angeschlossenen Internationalen Instituts für geistige Zusammenarbeit in Paris, 1927/28 hatte er eine Gastprofessur an der Sorbonne inne. 1935 wurde Eisler eingeladen, an einer Eranos-Tagung am Monte Verità ein Referat über den Autor des Johannesevangeliums zu halten. Bei dieser Gelegenheit machte er Bekanntschaft mit Carl Gustav Jung. Im Eranos-Jahrbuch von 1935 erschien Eislers Referat unter dem Titel Das Rätsel des Johannesevangeliums. Die Eranos-Gründerin Olga Fröbe-Kapteyn berichtete Jung, dass eine ihrer Katzen bei der Geburt ihres Wurfes Eislers Anwesenheit gestattet hatte, wodurch er bei ihr an Wertschätzung gewonnen habe. 1938 wurde er in Dachau und Buchenwald inhaftiert, im selben Jahr gelang ihm die Emigration nach Großbritannien, wo er an der Universität Oxford eine Lektorenstelle annahm.
1908 konvertierte Eisler zum Katholizismus, um die österreichische Adelige Rosalia Stefanie von Pausinger (1882–1980), eine Tochter von Franz Xaver von Pausinger, heiraten zu können. Die Ehe blieb kinderlos.

## Lehre
Eisler verfasste materialreiche Darstellungen zur Kunst-, Wirtschafts- und vergleichenden Religionsgeschichte, deren wissenschaftlicher Wert bestritten wird, die aber viele Anregungen enthalten.
In Iesous basileus ou basileusas (1929; der Titel bedeutet „Jesus: König, der nicht herrschte“) vertrat Eisler die These, eine seltene Überlieferung von Flavius Josephus’ Der jüdische Krieg bezeuge, dass Jesus ein politischer Aufrührer und vom Volk akklamierter König gewesen sei, eine Tatsache, die die Christen systematisch unterdrückt hätten, um sich der römischen Herrschaft anzupassen. Davon ausgehend rekonstruierte er im Einzelnen die Entstellungen, die ihm zufolge zu den heute normativen Texten führten, und die ursprünglichen Angaben über den Werdegang Jesu und seiner Anhänger. Vor dem Pessachfest des Jahres 21 habe Jesus die Juden zu einem neuen Exodus in die Wüste aufgefordert. Dabei sei es zwischen seinen Anhängern und den von seinen Gegnern angeforderten Truppen des Pontius Pilatus zum bewaffneten Kampf um Jerusalem gekommen – den er vorausgesehen und gebilligt habe –, was zu seiner Gefangennahme und Hinrichtung nach römischem Recht geführt habe.
In Man into Wolf (1951) leitete er die menschliche Aggressivität vom Kampf um knappe Nahrungsmittel her, nachdem die Menschen in ihrer Frühgeschichte die futterreichen Wälder der warmen Zonen verlassen mussten: Sie seien daraufhin zum Fleischverzehr übergegangen, zu gegenseitigem Mord und zum Kannibalismus. Die Jagden auf tierische und menschliche Opfer, teilweise in tierischer Verkleidung, seien durch viele Mythen und Bräuche belegt, und in Sadismus und Masochismus versichere sich der Mensch bis heute seiner damals erworbenen Fähigkeit, Schmerzen zuzufügen und zu erleiden.
Gershom Scholem charakterisierte ihn wie folgt: „Eisler war einer der phantasievollsten und, wenn man seinen unvorstellbar gelehrten Schatz an Zitaten in seinen Büchern ohne Nachprüfung ansah, gebildetsten Religionshistoriker. Er hatte für alle großen ungelösten Probleme genial-falsche Lösungen der überraschendsten Art bereit (...).“

## Schriften
- Studien zur Werttheorie, 1902
- Die Legende vom heiligen Karantanerherzog Domitianus, Mitteilungen des Instituts für österreichische Geschichtsforschung 28, Innsbruck 1907
- Franz Wickhoff (Hrsg.), Die illuminierten Handschriften in Kärnten, Leipzig. Karl W. Hiersemann, 1907. (→Ramsey-Psalter)
- Weltenmantel und Himmelszelt. Religionsgeschichtliche Untersuchungen zur Urgeschichte des antiken Weltbildes, 2 Bde., München 1910. Online: https://archive.org/details/weltenmantelundh01eisl
- Axel Huber (Hrsg.): Robert Eisler: Geschichte von Millstatt: [Festschrift] 75 Jahre Österreichische Bundesforste 1925 – 2000. Marktgemeinde Millstatt am See, 2000 (251 S.). (1914 kriegsbedingt nicht mehr erschienen)[5]
- Die kenitischen Weihinschriften der Hyksoszeit im Bergbaugebiet der Sinaihalbinsel und einige andere unerkannte Alphabetdenkmäler aus der Zeit der XII. bis XVIII. Dynastie, Freiburg 1919
- Orpheus the Fisher. Comparative Studies in Orphic and Christian Cult Symbolism, London 1921
- Das Geld. Seine geschichtliche Entstehung und gesellschaftliche Bedeutung, München 1924
- Orphisch-dionysische Mysteriengedanken in der christlichen Antike, Leipzig, Berlin 1925
- Iesous basileus ou basileusas. Die messianische Unabhängigkeitsbewegung vom Auftreten Johannes des Täufers bis zum Untergang Jakobs des Gerechten. Nach der neuerschlossenen Eroberung von Jerusalem des Flavius Josephus und den christlichen Quellen dargestellt, 2 Bde., Heidelberg 1929/30; engl. Übers.: The Messiah Jesus and John the Baptist According to Flavius Josephus' Recently Rediscovered 'Capture of Jerusalem' and the Other Jewish and Christian Sources, London 1931; Auszug aus der engl. Fassung members.aol.com (Memento vom 5. Februar 2008 im Internet Archive)
- Das Rätsel des vierten Evangeliums, 1936
- Flavius Josephus-Studien, 1938
- The Royal Art of Astrology, London 1946
- Man into Wolf: An Anthropological Interpretation of Sadism, Masochism and Lycanthropy, London 1951